# Мезозома
Мезозома е образувание на клетъчната мембрана на прокариотните клетки. Мезозомата почти изцяло се вдава в цитоплазмата на клетката. Въпреки че някои функции са предложени за тези структури през 1960-те години, през 1970-те вече е прието, че те не са част от нормалната структура на бактериалната клетка.

## Първоначални наблюдения
Мезозомата е вгъване на клетъчната мембрана, което се наблюдава при химически фиксирани клетки при подготовка за електронна микроскопия. Първоначално те били наблюдавани през 1953 г. от Джордж Б. Чапман и Джеймс Хиллър, които ги нарекли „периферни телца“. Наименованието им „мезозоми“ било измислено от Робертсън през 1959 г.
Първоначално се смятало, че мезозомата играела роля в няколко клетъчни процеса, като формирането на клетъчната стена по време на деленето на клетката, репликацията на хромозомите, или като място за окислителното фосфолириране. Смятало се, че мезозомата увеличава площта на клетката, което помага за клетъчната респирация. Също така се смятало, че мезозомата помага за фотосинтезата, деленето на клетката, репликация на ДНК и клетъчната компартменизация. 

## Опровержение на хипотезата
Тези първоначални наблюдения били поставени под въпрос през края на седемдесетте, когато били изложени данни предполагащи, че мезозомите се формирали чрез повреда на мембраната по време на процеса за химическа фиксация и те не се наблюдавали при клетки, които не били химически фиксирани. Към края на осемдесетте с напредване на крио фиксацията и методи за замразяване на клетки за електронна микроскопия било взето като заключение, че мезозомите не се образуват при живите клетки.
Подобни вгъвания на мембраната са наблюдавани при бактерии, които били изложени на антибиотици. Появи на тези структури наподобяващи мезозома могат да бъдат резултат от нараняване на клетъчната мембрана или стена от различни химикали. 